# Tricentrus koshunensis
Tricentrus koshunensis är en insektsart som beskrevs av Matsumura. Tricentrus koshunensis ingår i släktet Tricentrus och familjen hornstritar. Inga underarter finns listade i Catalogue of Life.